# Nadějkov
Nadějkov är en ort i Tjeckien.   Den ligger i regionen Södra Böhmen, i den centrala delen av landet, 70 km söder om huvudstaden Prag. Nadějkov ligger 543 meter över havet och antalet invånare är 754.
Terrängen runt Nadějkov är platt söderut, men norrut är den kuperad. Runt Nadějkov är det ganska glesbefolkat, med 35 invånare per kvadratkilometer. Närmaste större samhälle är Tábor, 16,2 km sydost om Nadějkov. Omgivningarna runt Nadějkov är en mosaik av jordbruksmark och naturlig växtlighet.